# زواج المثليين في جزيرة الأمير إدوارد
أصبح زواج المثليين قانونيا في المحافظة الكندية جزيرة الأمير إدوارد قانونيا منذ 20 يوليو 2005. وبدأت المقاطعة عملية تحديث قوانينها للاعتراف بزواج المثليين بعد تمرير مجلس العموم الكندي لقانون الزواج المدني، وهو قانون الحكومة الفيدرالية للاعتراف بزواج المثليين. وقد كانت واحدو من المقاطعات والأقاليم الأربعة فقط، إلى جانب مقاطعة ألبرتا، وإقليمي الأقاليم الشمالية الغربية ونونافوت، حيث لم يسبق تشريع زواج المثليين من قبل قضية محكمة قبل تمرير القانون.

## الخلفية
في 10 ديسمبر 2004، صرح رئيس وزراء جزيرة الأمير إدوارد بات بينس بأن حكومته ستنتظر صدور تشريع فيدرالي لحل القضية. ليس من الواضح كيف سيكون رد فعل بينس إذا وجدت محكمة من المقاطعة أن تعريف الرجل والمرأة للزواج فيه انتهاك لحقوق المثليين والمثليات حسب الميثاق الكندي للحقوق والحريات.

## تشريعات المقاطعة
بعد أن أقر مجلس العموم الكندي قانون الزواج المدني في يونيو 2005، أعلن المدعية العامة الإقليمي ميلدريد دوفر أن المقاطعة ستجعل تشريعات المقاطعات تتماشى مع القانون، الذي أقره مجلس الشيوخ الكندي في يوليو وحصل على موافقة ملكية في اليوم التالي في 20 يوليو 2005.
ومع ذلك، أعلن دوفر أن تراخيص زواج المثليين لن تصدر حتى يتم تحديث قوانين المقاطعة. كان هذا مختلفًا عن الطريقة التي عملت بها العملية في المقاطعات الأخرى؛ في تلك التي حكمت فيها المحاكم لصالح زواج المثليين، وفي ألبرتا بعد إقرار قانون الزواج المدني.
نشأت الشكاوى على الفور من أن التأخير الذي تفرضه المقاطعة غير قانوني وينتهك الحقوق القانونية للأزواج المثليين. استجابة لهذه الشكاوى، عكست المقاطعة موقفها. كان أول زوجين مثلين يتزوجان في جزيرة الأمير إدوارد هما كريس زارو وكونستانس ماغو في 20 أغسطس 2005، كما ذكرت صحيفة «شارلوتتاون غارديان».
في أيار/مايو 2008، تم تحديث قانون المقاطعة أخيرًا ومواءمته مع التشريعات الفيدرالية. تمت الموافقة الملكية على مشروع قانون تعديل قانون الزواج، وقانون التبني أعطيت والعديد من القزانين الأخرى. وقد استعاض عن عبارة «الزوج والزوجة» بعبارة «الزوجين» المحايدة جندريا في قانون الزواج، وتم تعديل قانون التبني للسماح للأزواج والشركاء المثليين بتبني الأطفال معا. دخل القانون حيز التنفيذ في 19 ديسمبر 2009.